# هيكتور جويل بيريز
هيكتور جويل بيريز (بالإسبانية: Héctor Joel Pérez)‏ هو لاعب كرة قدم ومدرب كرة قدم باراغواياني، ولد في 8 أكتوبر 1983 في أسونسيون في باراغواي. لعب مع يونيون إسبانيولا.

## وصلات خارجية
- هيكتور جويل بيريز على موقع Soccerway.com (الإنجليزية)